# Wasserphantom
Ein Wasserphantom ist ein mit destilliertem Wasser gefüllter Plexiglasbehälter, der stellvertretend für lebendes Gewebe zur Überprüfung von ionisierender Strahlung in der Strahlentherapie verwendet wird. Wasser weist eine dem lebenden Gewebe vergleichbare Durchgängigkeit für ionisierende Strahlung der eingesetzten Quellen auf.

## Anwendungen
Es gibt eine Vielzahl von Einsatzbereichen für Wasserphantome: die Abnahmeprüfung und Inbetriebnahme eines Bestrahlungsgerätes, Messungen, nachdem eine Reparatur vorgenommen oder wesentliche Komponenten des Bestrahlungsgerätes ersetzt wurden, die Analyse der Strahldaten gemäß internationalen Dosimetrieprotokollen, die Erfassung, Formatierung und Übertragung von Basisdaten an Bestrahlungsplanungssysteme und regelmäßige Qualitätssicherungs-Maßnahmen wie beispielsweise Konstanzprüfungen.
Bei der Inbetriebnahme eines Linearbeschleunigers müssen unter anderem Messungen mit einem Wasserphantom durchgeführt werden. Die Medizinphysik-Experten (MPE) erzeugen dabei Basisdaten, auf deren Grundlage anschließend ein Bestrahlungsplan für die Behandlung an Menschen erstellt wird.
Die Überprüfung von Bestrahlungsgeräten mittels Wasserphantom wird durch den nach dem Strahlenschutzgesetz (StrlSchG) und der darauf beruhenden Strahlenschutzverordnung (StrlSchV) von den MPE durchgeführt und dokumentiert. Denn im laufenden Betrieb müssen nach gesetzlich bestehenden Vorschriften an den Linearbeschleunigern regelmäßige wiederkehrende Qualitätssicherungen durchgeführt werden. Damit wird sichergestellt, dass die am Therapiegerät für einen bestimmten Punkt im Raum bzw. im Körper oder eben im Wasserphantom eingestellte und gemäß Bestrahlungsplan vorgesehene Strahlungsleistung dort auch in genau dieser Stärke auftritt und sich die Eigenschaften der Strahlung (z. B. Energie, Dosis oder Dosisverteilung) des Linearbeschleunigers nicht verändern. Notwendig sind diese Prüfungen im Rahmen der Strahlentherapie, da die mittels Wasserphantom gemessene Dosis mit der berechneten Dosis des Bestrahlungsplanungssystems übereinstimmen muss.
In einem dreidimensionalen Wasserphantom werden in Deutschland nach den entsprechenden DIN-Normen, unter anderem der DIN 6800-2, Kontrollen der Tiefendosisverläufe und Querprofile durchgeführt. Die Tiefendosiskurve zeigt den Verlauf der Tiefendosisabhängigkeit der Strahlung, also, wie viel Strahlung in unterschiedlichen Wassertiefen ankommt. Im Querprofil lassen sich verschiedene Eigenschaften des Strahls untersuchen, z. B. Feldgrenzen oder Symmetrie. Die MPE überprüfen dabei die Messergebnisse auf Konstanz und Auffälligkeiten oder Abweichungen gegenüber den erfassten Basisdaten.

## Funktionsweise
Das 3D-Wasserphantom besteht aus einem Wassertank, dem Hub-/Tankwagen und einem Elektrometer mit kalibriertem Messdetektor (Dosimeter), der innerhalb des Tanks dreidimensional bewegt und positioniert werden kann. Unabdingbar für verwertbare Messergebnisse ist die exakte Positionierung des Detektors im Zentralstrahl (central axis oder CAX) des Linearbeschleunigers. Einige Wasserphantome führen die korrekte Justierung automatisch durch, bei anderen Wasserphantomen muss dies aufwendig manuell durchgeführt werden.
Bevor sich Messungen im Wasserphantom durchführen lassen, muss darüber hinaus sichergestellt sein, dass der Fahrweg des Messdetektors parallel zur Wasseroberfläche ausgerichtet ist. Auch diese Justierung führen moderne Wasserphantome vollautomatisch aus.
Je nach Art der Messung misst der Detektor an einem exakt definierten Punkt oder kontinuierlich entlang aller drei Achsen, während er den gesamten Scan-Bereich abfährt. Die gesammelten Messungen werden schließlich mithilfe einer Software numerisch und graphisch, zum Beispiel im Tiefendosisprofil und im Querprofil dargestellt.